# Майстер-ключ (роман)
«Майстер-ключ: електрична казка, заснована на загадках електрики та оптимізмі його прихильників» (англ. The Master Key: An Electrical Fairy Tale, Founded Upon the Mysteries of Electricity and the Optimism of Its Devotees) — дитячий казково-фантастичний роман американського письменника Лімена Френка Баума. Інший варіант перекладу «Чарівний вмикач». Гуманістична спрямованість, любов до добра, пріоритет високих моральних цінностей, велике познавательное значення казки роблять книгу необхідною для будь-якого школяра.

## Сюжет
Вперше опублікована в 1901 році книга цілком особлива: чарівна казка про електрику, фізику, взагалі про науку та техніку. Головний герой — хлопець на ім'я Роб Джоллін. Його вік не вказано. Він прихильник сучасник його технологій, полюбляє експериментувати з електричеством. Під час одного з експерименту відбувається спалах, й з'являється дивна істота, що називає себе Демоном електрики, який розповідає Робу, що він випадково торкнувся майстер-ключу електрицтва і тому має право вимагати від нього 3 подарунки щотижня протягом 3 наступних тижнів.
Оскільки Роб не знає чого виагати, то Демон електрики бере на себе право вибору. В результаті протягом 3 тижнів використовує фантастичні надбання фізики, хімії та техніки: таблетки, що дозволяють (після вживання однією) не їсти цілу добу; трубка, що випуска струм, який лишає супротивника свідомості; транспортний засід розміром з ручний годинник, що дозволяє літати; одяг не вразимий для куль та холодної зброї; записувач подій, що відбувалися у світі протягом доби; окуляри, які господарю вказують на характер людини, з якою він зустрічався (мудра, дурна, гарна або погана); електромагний відновлючав, який виліковував від будь-якої хвороби або болю; комунікатор, який дозволяв спілкуватися з будь-якою людиною у світі.
Втім зрештою Роб приходить до висновку, що людство не готове до цих винаходів. Тому Демон електрики зникає.